# 肾上腺酮
肾上腺酮是一种腎上腺素刺激劑，分子式C9H11NO3，可看做肾上腺素的酮衍生物，可造成血管收縮，过去曾用做局部麻醉药。